# (27100) 1998 VV6
(27100) 1998 VV6 est un astéroïde de la ceinture principale d'astéroïdes découvert en 1998.

## Description
(27100) 1998 VV6 a été découvert le 12 novembre 1998 à l'observatoire astronomique d'Ōizumi, situé à Ōizumi, dans la préfecture de Gunma, au Japon, par Takao Kobayashi.

### Caractéristiques orbitales
L'orbite de cet astéroïde est caractérisée par un demi-grand axe de 2,31 UA, un périhélie de 1,89 UA, une excentricité de 0,18 et une inclinaison de 1,03° par rapport à l'écliptique. Du fait de ces caractéristiques, à savoir un demi-grand axe compris entre 2 et 3,2 UA et un périhélie supérieur à 1,666 UA, il est classé, selon la JPL Small-Body Database, comme objet de la ceinture principale d'astéroïdes.

### Caractéristiques physiques
(27100) 1998 VV6 a une magnitude absolue (H) de 15,5 et un albédo estimé à 0,321.